# 벤 카딘
벤자민 루이스 카딘(Benjamin Louis Cardin, 1943년 10월 5일 ~ )은 미국의 정치인이다.

## 학력
- 피츠버그 대학교 인문사회 학사
- 메릴랜드 대학교 볼티모어 법무박사

## 경력
- 메릴랜드 변호사 시험 합격
- 1967.01 ~ 1987.01 메릴랜드 제42선거구 하원의원
- 1979.01 ~ 1987.01 제103대 메릴랜드 하원의장
- 1987.01 ~ 2007.01 제100·101·102·103·104·105·106·107·108·109대 미국 메릴랜드 제3선거구 연방하원의원
- 2007.01 ~ 2025.01 제110·111·112·113·114·115·116·117·118대 미국 델라웨어 연방상원의원
- 2015.01 ~ 2015.04 미국 상원 중소기업위원회 간사
- 2015.04 ~ 2018.02 미국 상원 외교위원회 간사
- 2018.02 ~ 2021.02 미국 상원 중소기업위원회 간사
- 2021.02 ~ 2023.09 미국 상원 중소기업위원회 위원장
- 2023.09 ~ 2025.01 미국 상원 외교위원회 위원장

## 역대 선거 결과
| 선거명      | 직책명                               | 대수  | 정당   | 득표율 | 득표수      | 결과 | 당락                     |
| ----------- | ------------------------------------ | ----- | ------ | ------ | ----------- | ---- | ------------------------ |
| 1966년 선거 | 하원의원 (볼티모어 카운티 제5선거구) | 대    | 민주당 | 10.94% | 20,726표    | 6위  | 메릴랜드 주의원 당선     |
| 1970년 선거 | 하원의원 (볼티모어 카운티 제5선거구) | 대    | 민주당 | 12.09% | 23,491표    | 3위  | 메릴랜드 주의원 당선     |
| 1974년 선거 | 하원의원 (메릴랜드 제42선거구)       | 대    | 민주당 | 33.80% | 12,869표    | 1위  | 메릴랜드 주의원 당선     |
| 1978년 선거 | 하원의원 (메릴랜드 제42선거구)       | 대    | 민주당 | 31.38% | 15,697표    | 1위  | 메릴랜드 주의원 당선     |
| 1982년 선거 | 하원의원 (메릴랜드 제42선거구)       | 대    | 민주당 | 31.19% | 19,511표    | 1위  | 메릴랜드 주의원 당선     |
| 1986년 선거 | 하원의원 (메릴랜드 제3선거구)        | 100대 | 민주당 | 79.11% | 100,161표   | 1위  | 메릴랜드주 하원의원 당선 |
| 1988년 선거 | 하원의원 (메릴랜드 제3선거구)        | 101대 | 민주당 | 72.90% | 133,779표   | 1위  | 메릴랜드주 하원의원 당선 |
| 1990년 선거 | 하원의원 (메릴랜드 제3선거구)        | 102대 | 민주당 | 69.73% | 82,545표    | 1위  | 메릴랜드주 하원의원 당선 |
| 1992년 선거 | 하원의원 (메릴랜드 제3선거구)        | 103대 | 민주당 | 73.50% | 163,354표   | 1위  | 메릴랜드주 하원의원 당선 |
| 1994년 선거 | 하원의원 (메릴랜드 제3선거구)        | 104대 | 민주당 | 70.97% | 117,269표   | 1위  | 메릴랜드주 하원의원 당선 |
| 1996년 선거 | 하원의원 (메릴랜드 제3선거구)        | 105대 | 민주당 | 67.31% | 130,204표   | 1위  | 메릴랜드주 하원의원 당선 |
| 1998년 선거 | 하원의원 (메릴랜드 제3선거구)        | 106대 | 민주당 | 77.61% | 137,501표   | 1위  | 메릴랜드주 하원의원 당선 |
| 2000년 선거 | 하원의원 (메릴랜드 제3선거구)        | 107대 | 민주당 | 75.66% | 169,347표   | 1위  | 메릴랜드주 하원의원 당선 |
| 2002년 선거 | 하원의원 (메릴랜드 제3선거구)        | 108대 | 민주당 | 65.72% | 145,589표   | 1위  | 메릴랜드주 하원의원 당선 |
| 2004년 선거 | 하원의원 (메릴랜드 제3선거구)        | 109대 | 민주당 | 63.39% | 182,066표   | 1위  | 메릴랜드주 하원의원 당선 |
| 2006년 선거 | 상원의원 (메릴랜드 제1부)            | 110대 | 민주당 | 54.21% | 965,477표   | 1위  | 메릴랜드주 상원의원 당선 |
| 2012년 선거 | 상원의원 (메릴랜드 제1부)            | 113대 | 민주당 | 55.98% | 1,474,028표 | 1위  | 메릴랜드주 상원의원 당선 |
| 2018년 선거 | 상원의원 (메릴랜드 제1부)            | 116대 | 민주당 | 64.86% | 1,491,614표 | 1위  | 메릴랜드주 상원의원 당선 |